# Xã Forbes, Quận Holt, Missouri
Xã Forbes (tiếng Anh: Forbes Township) là một xã thuộc quận Holt, tiểu bang Missouri, Hoa Kỳ. Năm 2010, dân số của xã này là 166 người.